# Jengi Kand (Takab)
Jengi Kand – wieś w Iranie, w ostanie Azerbejdżan Zachodni, w szahrestanie Takab. W 2006 roku liczyła 207 mieszkańców.